# Albert Pallavicini
Albert Pallavicini – władca Markizatu Bodonitzy od śmierci swego ojca do 1311 roku. 

## Życiorys
Był synem i następcą Tomasza Pallavicini. Jego żoną była Maria dalle Carceri, wenecka szlachcianka z Eubei. Był wasalem Książąt Achai. Jego córką była Guglielma Pallavicini. 